# Graja de Campalbo (kommunhuvudort)
Graja de Campalbo är en kommunhuvudort i Spanien.   Den ligger i provinsen Provincia de Cuenca och regionen Kastilien-La Mancha, i den centrala delen av landet, 220 km öster om huvudstaden Madrid. Graja de Campalbo ligger 1 124 meter över havet och antalet invånare är 129.
Terrängen runt Graja de Campalbo är kuperad åt sydost, men åt nordväst är den platt. Graja de Campalbo ligger uppe på en höjd. Runt Graja de Campalbo är det glesbefolkat, med 8 invånare per kvadratkilometer. Närmaste större samhälle är Landete, 8,5 km väster om Graja de Campalbo. Omgivningarna runt Graja de Campalbo är i huvudsak ett öppet busklandskap.